# 史謙
史謙（1734年—1786年），原名積厚，字昭和，號牧庵，顺天宛平（今北京市）人，祖籍浙江余姚，清朝中期台湾官员，在台湾林爽文事件中罹难。

## 生平
清雍正甲寅年（雍正十二年，即1734年）四月二十二日出生。考中顺天举人，在兵部则例馆供事，但在议叙时未入选兵部正职，外放授福建永安县典史。后任福建安沙、淡水（今台湾新竹）巡检（从九品），又调补台湾府凤山县（今高雄市）典史。
乾隆五十一年（1786年）丙午，發生林爽文事件，其中莊大田攻陷興隆莊縣城，史在城陷时殉难。乾隆丙午年（乾隆五十二年，即1786年）十二月十三日卒，享年五十三岁。乾隆帝钦赐葬祭，恤赠云骑尉（可世袭），崇祀昭忠祠。

## 家族
配陶氏，诰赠夫人。家族出自浙东东钱湖史氏，是南宋宰相史浩二十世嫡孙。后移居浙江余姚县，是为半霖史氏，因明清二代余姚县属绍兴山阴，故又作山阴人，实为余姚人，史学家邵晉涵曾为其作家谱。史罹难后，清朝国史附其传在耿世文传后，《绍兴府志》，《山阴县志》俱有传，族谱《史氏余姚宛平小宗支谱》、《余姚半霖史氏宗谱》俱载其生平事迹，清錢儀吉作墓表详载其事。嘉庆二十四年（1819年），二十五年（1820年），以子史善载（甘肃镇总兵）军功，叠赠武显将军。

## 历史记载
今存清錢儀吉《史氏雙節大忠兩世合葬墓表》，详载其家族事迹：
| 史氏雙節大忠兩世合葬墓表 - 史氏自壯候居溧陽為大宗，再遷至餘姚，名系代嬗，不失其緒。邵學士晉涵序其宗譜，謂數千年昭穆若眎諸掌者也。在明中葉，有自餘姚僑籍宛平者，溯壯侯之世四十有八，又八傳而至振常公。公諱名義，字振常，以字行茂學，早世。配同郡沈氏，時年二十有五，力貧撫其三歲孤。側室王，年二十有二，矢志同心，相提抱以存其宗，及長為鳳山公。王中歲，先沈卒，沈以老壽，終嘉慶間。邑人上其事，有司詔：“旌雙節”。時論以比蕭山汪氏，而史氏孤，盡節海外，光於前人，其事尢偉。 - 云：鳳山公，諱謙，字昭和，別字牧菴。以兵部則例館效力，敘選尉延平之永安，官二十年。兩攝安沙、下淡水巡檢，調尉臺灣之鳳山。廉而卹下，所至民親。 - 漳賊林爽文起彰化，踞諸羅，南及鳳山。鳳山城自鄭氏築累土數尺耳，營兵號千人，分防十六七。公度不可守，誓以身殉。入辭其母曰：“兒不克終事母矣。願母自愛強飲食，無復念兒。”乃屬其子善載曰：“我死，職也。大母老矣，吾力不能滅賊，致震驚老母，罪也。汝奉大母避寇，亟出民吳永芳者，其人好義，可依恃，居又瀕海，若乘間北渡，庶免於難。大母安，我死瞑矣。”處分畢，徑出。禦賊不復顧。 - 賊莊大田者，薄東門，公從知縣湯公大奎等，開城出擊。戰甚力，賊郤走至十餘里外。俄潛眾右移突傳北門，殺千總丁得秋，以入。公巷戰不利，馳遷縣廨，與湯公朝服座堂。蝗賊大至，奮起斫賊不殊，瞋目罵不絶，遂遭害，湯公亦死焉。乾隆五十一年十二月十三日也。至夜，百姓號赴為義，斂與湯公，竝殯於縣堂。 - 大兵檄調未集，義民四起撃賊，復數縣。顧力不及，俄又俱陷鳳山之再陷也。縱火陷廨、公棺及焉。百姓又號赴，掇骸骨櫝之，揭其官氏，奉之野廟中。 - 五十三年春，爽文等伏誅。公族弟積丙，方在軍中先驅，護其櫝內渡。善載始奉公喪，遂謀窀穸。初史氏之僑北者，世世皆反葬如禮。而振常公時尚權殯，故善載卜姚，於山陰南門外謝墅官山嶴之陽，兩世合葬焉。 - 公死事，聞高宗褒閔賜祭葬，世襲雲騎尉，祟祀昭忠祠。公娶蕭山陶氏，有子二人，長保善，夭；次善載，以廕仕，累官至甘肅、寧夏鎮總兵。道光元年，覃恩贈祖、考，兩世武顯將軍。妣皆太夫人，而庶祖母王，請貤贈如制。 - 善載晚自營，壙志從先人。故其葬同一山，三世宰木相望也。余既碑總鎮君之墓，感慨世德。復書沈、王兩母之苦節，及鳳山死事，本末而表於其阡。 賜進士出身、翰林院庶吉士、前任工科掌印給事中。嘉興 錢儀吉 拜譔。 |